# Herculis 2015
Meeting Herculis 2015 byl lehkoatletický mítink, který se konal 17. července 2015 v Monaku. Byl součástí série mítinků Diamantová liga.

## Výsledky
- Archiv výsledků zde [1]

### Muži
| Disciplína     | 1. místo                               | 2. místo                      | 3. místo                      |
| 100 m          | Justin Gatlin 9,78                     | Tyson Gay 9,97                | Jimmy Vicaut 10,03            |
| 800 m          | Amel Tuka 1:42,51                      | Nijel Amos 1:42,66            | Ayanleh Souleiman 1:42,97     |
| 1500 m         | Asbel Kipruto Kiprop 3:26,69 Rekord DL | Taoufik Makhloufi 3:28,75     | Abdalaati Iguider 3:28,79     |
| 3000 m         | Caleb Ndiku 7:35,13                    | Yenew Alamirew 7:36,39        | Isiah Kiplangat Koech 7:37,16 |
| 400 m překážek | Bershawn Jackson 48,23                 | Patryk Dobek 48,62            | Johnny Dutch 48,67            |
| Skok o tyči    | Renaud Lavillenie 592 cm               | Konstadinos Filippidis 582 cm | Sam Kendricks 582 cm          |
| Trojskok       | Christian Taylor 17,75 m               | Pedro Pichardo 17,73 m        | Omar Craddock 17,35 m         |
| Vrh koulí      | Joe Kovacs 22,56 m                     | Christian Cantwell 21,24 m    | Reese Hoffa 21,08 m           |
| Hod oštěpem    | Tero Pitkämäki 88,87 m                 | Vítězslav Veselý 85,44 m      | Jakub Vadlejch 84,32 m        |

### Ženy
| Disciplína      | 1. místo                            | 2. místo                              | 3. místo                    |
| 200 m           | Candyce McGrone 22,08               | Dafne Schippersová 22,09              | Jeneba Tarmoh 22,23         |
| 400 m           | Francena McCororyová 49,84          | Stephenie Ann McPherson 50,41         | Christine Day 50,66         |
| 1500 m          | Genzebe Dibabaová 3:50,07 Rekord DL | Sifan Hassanová 3:56,05               | Shannon Rowburyová 3:56,29  |
| 100 m překážek  | Sharika Nelvisová 12,46             | Kendra Harrisonová 12,52              | Brianna Rollinsová 12,56    |
| 3000 m překážek | Habiba Ghribiová 9:11,28            | Hyvin Kiyengová 9:12,51               | Virginia Nyambura 9:13,85   |
| Skok daleký     | Ivana Španovićová 687 cm            | Tianna Bartolettaová 676 cm           | Lorraine Ugen 673 cm        |
| Skok do výšky   | Marija Kučinová 200 cm              | Anna Čičerovová Ruth Beitiaová 197 cm | -                           |
| Hod diskem      | Sandra Perkovićová 66,80 m          | Dani Samuelsová 65,21 m               | Gia Lewis-Smallwood 63,97 m |